# Siderone polymela
Siderone polymela är en fjärilsart som beskrevs av Frederick DuCane Godman och Osbert Salvin 1884. Siderone polymela ingår i släktet Siderone och familjen praktfjärilar. Inga underarter finns listade i Catalogue of Life.